# Onthophagus turgidus
Onthophagus turgidus es una especie de insecto del género Onthophagus, familia Scarabaeidae, orden Coleoptera.
Fue descrita científicamente por Kohlmann & Solís en 2012.